# Labadieville
Labadieville es un lugar designado por el censo ubicado en la parroquia de Assumption en el estado estadounidense de Luisiana. En el Censo de 2010 tenía una población de 1854 habitantes y una densidad poblacional de 183,64 personas por km².

## Geografía
Labadieville se encuentra ubicado en las coordenadas 29°49′29″N 90°57′9″O / 29.82472, -90.95250. Según la Oficina del Censo de los Estados Unidos, Labadieville tiene una superficie total de 10.1 km², de la cual 10.1 km² corresponden a tierra firme y (0%) 0 km² es agua.

## Demografía
Según el censo de 2010, había 1854 personas residiendo en Labadieville. La densidad de población era de 183,64 hab./km². De los 1854 habitantes, Labadieville estaba compuesto por el 78.86% blancos, el 18.5% eran afroamericanos, el 0.7% eran amerindios, el 0.05% eran asiáticos, el 0.27% eran isleños del Pacífico, el 0.86% eran de otras razas y el 0.76% pertenecían a dos o más razas. Del total de la población el 2.27% eran hispanos o latinos de cualquier raza.